# 矢田川 (愛知県)

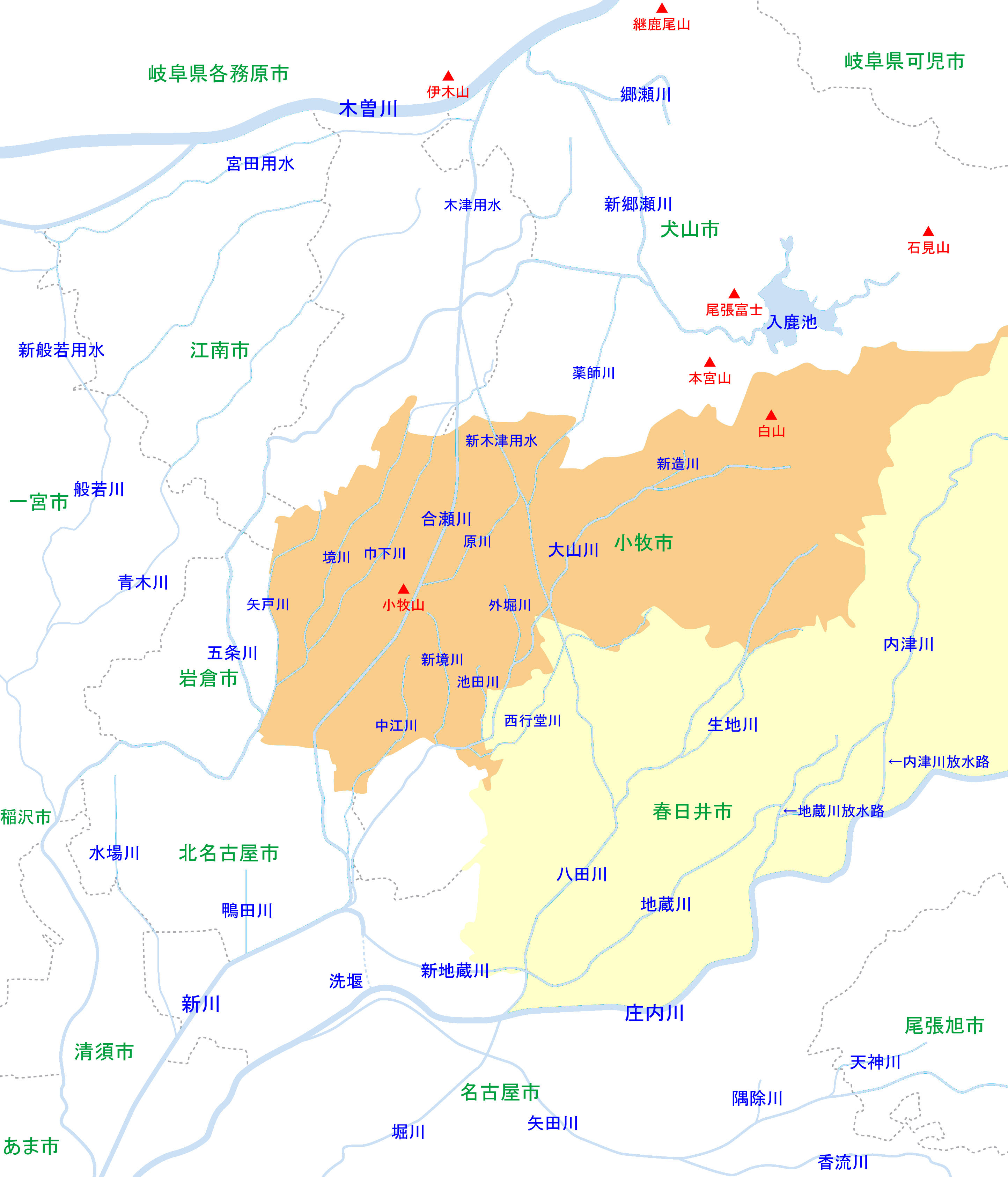
小牧市・春日井市周辺河川の位置関係図

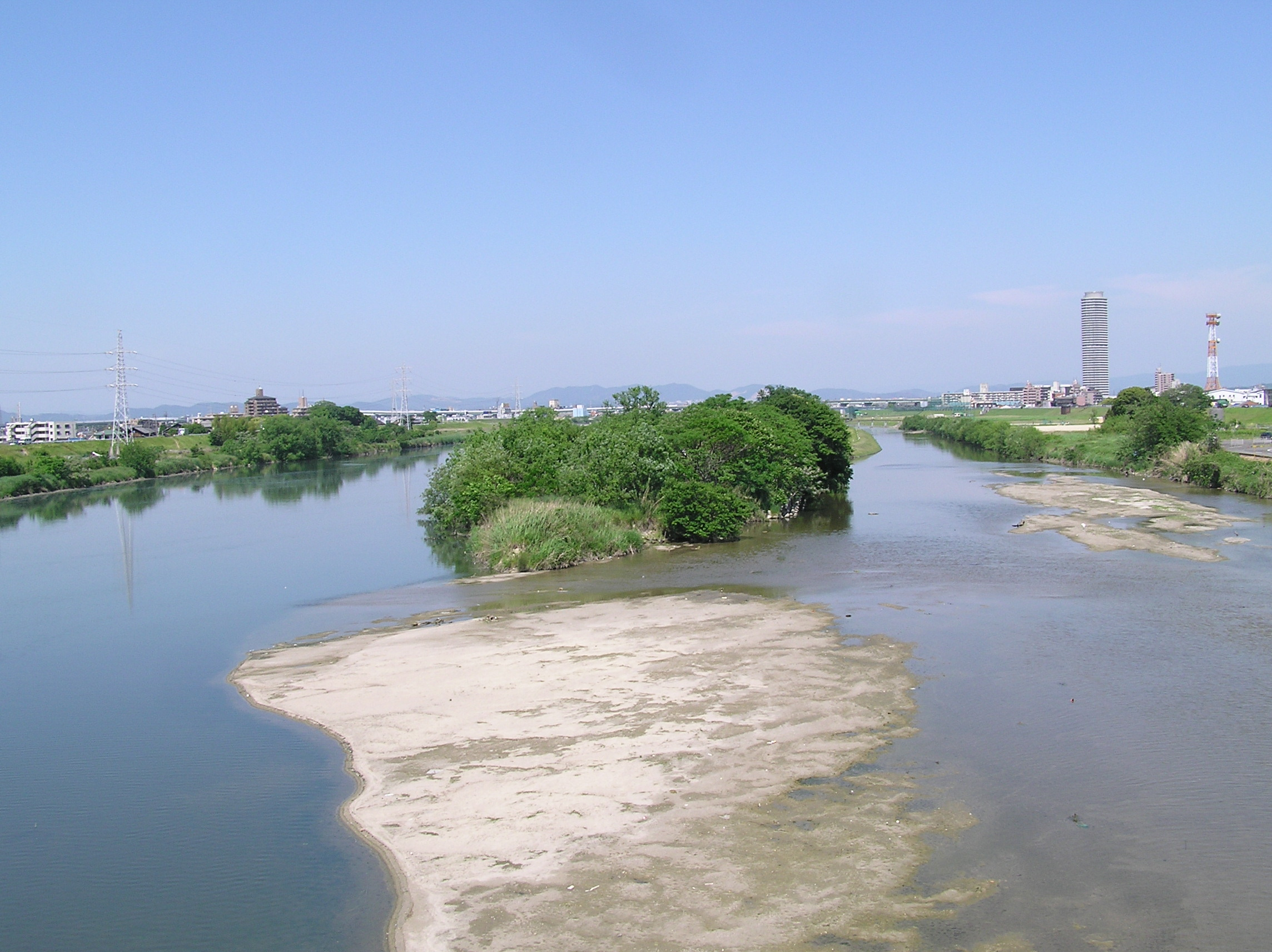
庄内川（画像左）と矢田川（画像右）の合流部を望む（庄内川橋より上流方向）
（2005年（平成17年）5月）

矢田川（やだがわ）は、愛知県を流れる庄内川水系の一級河川。

## 地理
愛知県瀬戸市の海上の森を水源とする海上川と、猿投山を水源とする赤津川が合流し、矢田川の源流となる。源流部の別称山口川は瀬戸川と合流した地点から矢田川と名前を変える。概ね西へ流れ、支流の香流川や瀬戸川などを合わせ、名古屋市西区で庄内川に合流する。名古屋市北区ふれあい橋付近には、矢田川の水を利用する矢田川河川噴水が整備されている。

## 歴史
矢田川の「矢田」は『尾張国地名考』によると、「山田」から省略されたものとされる。

### 矢田川下流域の治水

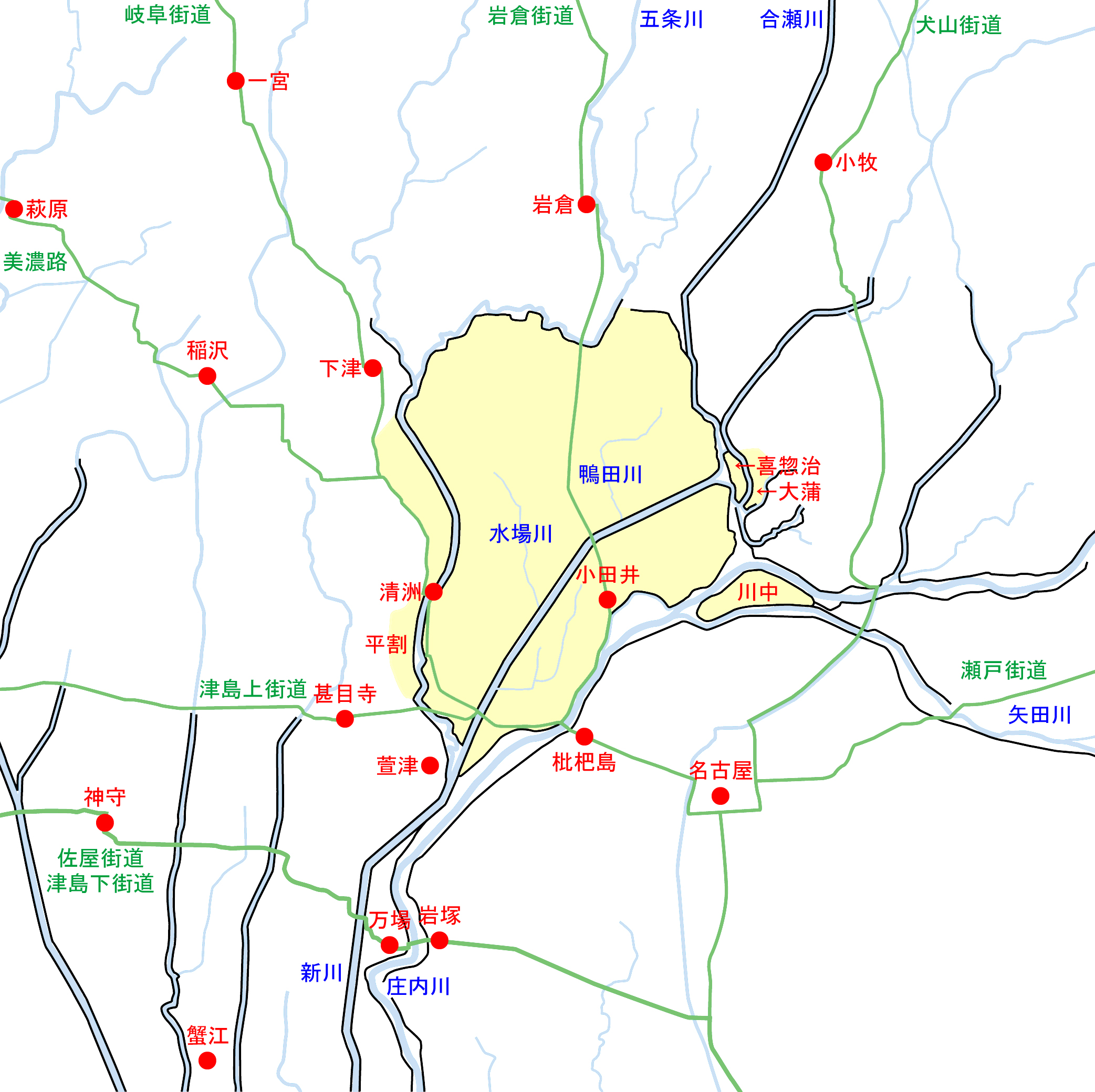
庄内川・新川流域の輪中の分布（黄着色部が輪中）。黒線は堤防、緑線は主要な街道などを意味するが、街道が堤防を通る場合は緑線で表示。赤字は主要な地名など。

上流の丘陵地帯の地質が花崗岩であることにより、そこから発生する土砂により、庄内川と合流する河口付近の下流域は古くから水害に悩まされてきた。そのため、輪中（川中輪中）を構築してきた。改善策として1930年（昭和5年）には矢田川の付け替え（流路変更）工事が行われている。かつての流路は、北区福徳町・中切町・成願寺を庄内川と挟み込む形になっていたため、その間に存在した村は「川中村」と呼ばれていた。付け替え工事のため、「川の中」では無くなったが、名前は変わらなかったため、現在も「川中町」という地名が残っている。また、かつての流路には細長い校地を持つ愛知県立愛知工業高等学校の跡地があり、かつての川の姿を彷彿とさせている。
庄内川と合流している地点にある小田井遊水地は遊水池としての機能を持ちながら庄内緑地として整備、市民に開放されている。

### 萩の名所
江戸時代、矢田川下流の安井の堤防には萩が植わっており、秋には多くの行楽客で賑わったという。
この名所は当地の萩野村の地名の由来ともなった。

### 矢田川花火大会
毎年8月には、名古屋市北区の三階橋付近から新川中橋付近にかけての河川敷において全国選抜名古屋大花火（矢田川花火大会）が行われていたが、2005年（平成17年）に万博による警備上の問題を理由として休止、2006年（平成18年）に廃止が決定された。

## 流域の自治体
愛知県
瀬戸市、尾張旭市、名古屋市（守山区、名東区、千種区、東区、北区、西区）

## 流域の主な施設

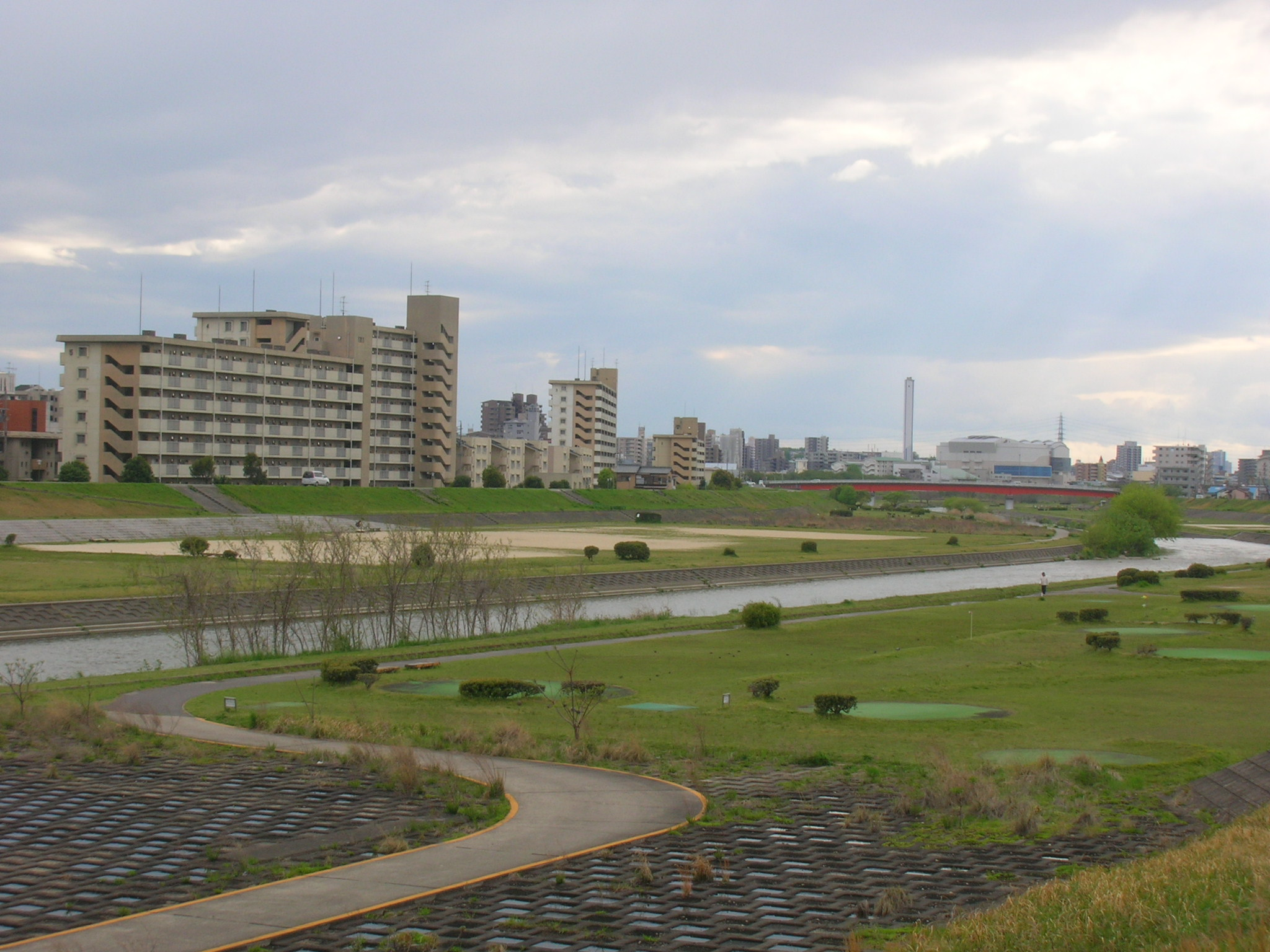
矢田川大橋付近
（2011年（平成23年）4月）

### 河川敷利用
- 庄内橋ゴルフ倶楽部
- 城西福祉会自動車練習場（身体障害者を対象とした運転コース）
- 水分橋緑地
- 天神橋緑地
- 矢田川橋緑地
- 千代田橋緑地
- 小原橋緑地
- 大森橋緑地
- 大森橋東緑地

### 周辺施設
- 庄内緑地（小田井遊水池）
- 洗堰緑地

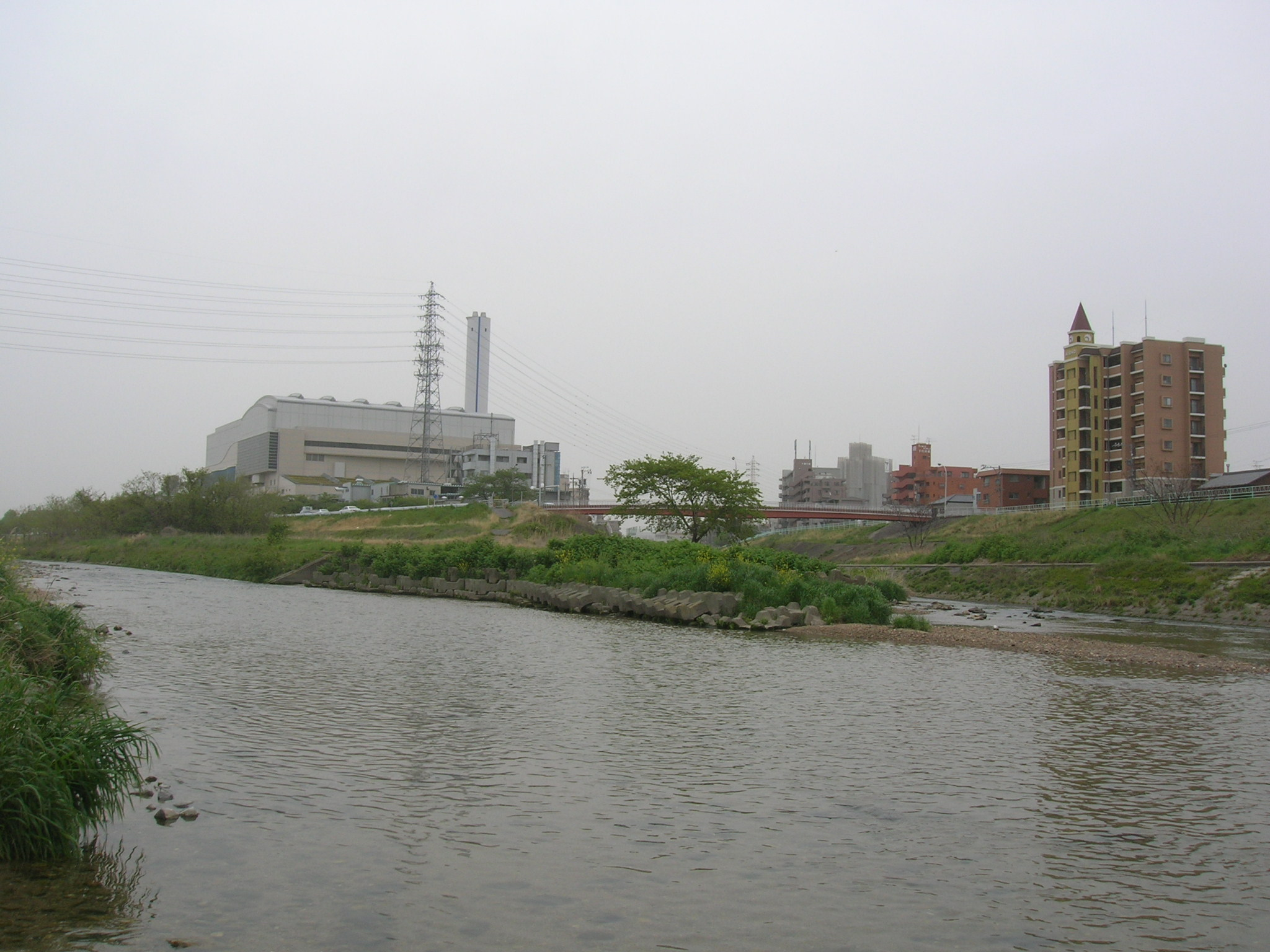
猪子石工場
（2011年（平成23年）5月）

- ザ・シーン城北（超高層棟を持つ積水ハウスの集合住宅群）
- 北スポーツセンター
- 守山下水処理場
- 三階橋ポンプ場
- 猪子石工場（名古屋市環境局のゴミ焼却施設）
- 香流橋プール（猪子石工場から発生した熱を利用した温水プール）
- 尾張旭市民プール
- 尾張東部衛生組合晴丘センター（瀬戸市・尾張旭市・長久手市のごみ処理施設）
- 瀬戸デジタルタワー

## 支流
- 守山川
- 千種台川
- 香流川
- 隅除川
- 天神川
- 本地川
- 瀬戸川
- 山口川
- 水無瀬川
- 赤津川
- 屋戸川
- 篠田川
- 海上川
- 北海上川
- 吉田川

## 橋梁

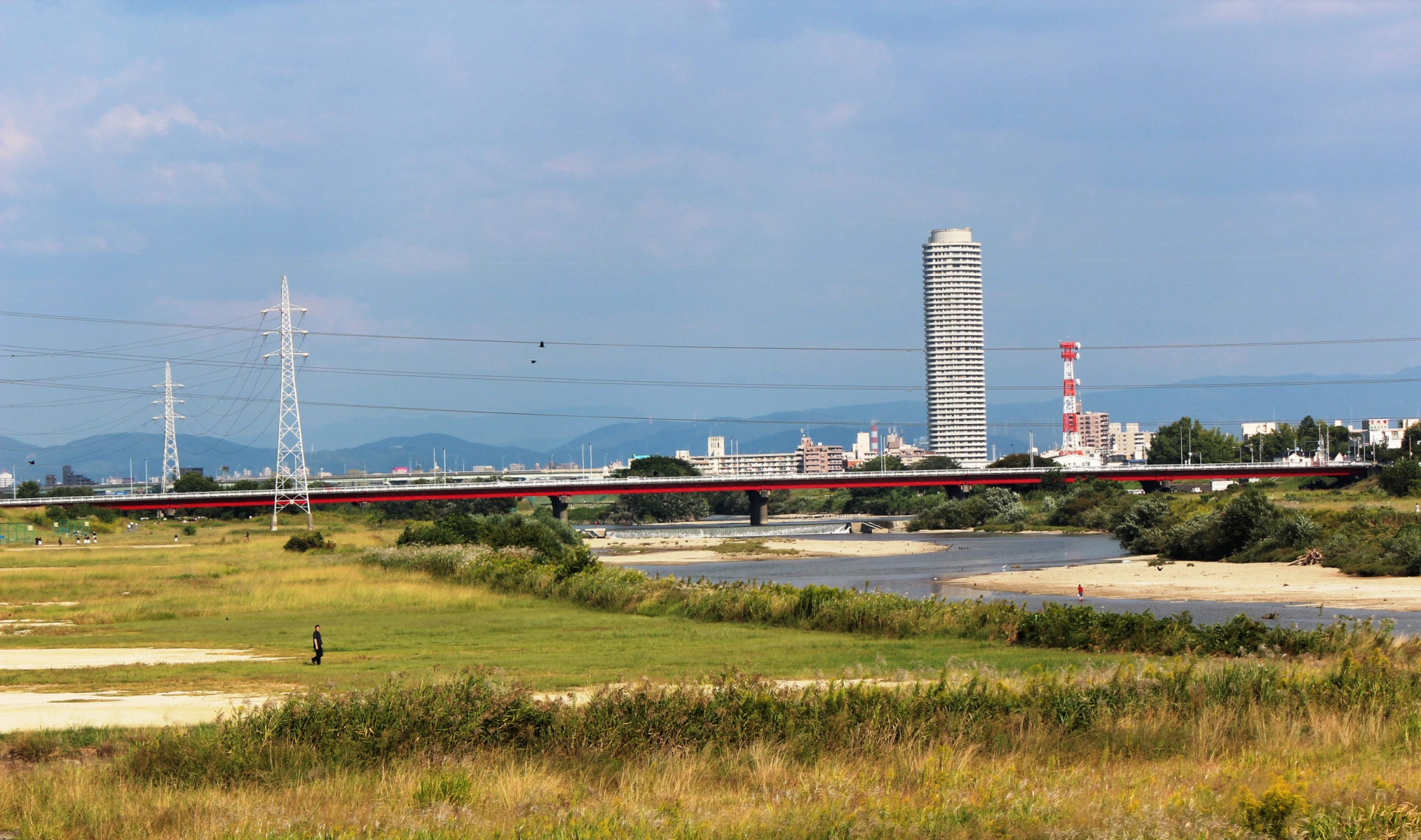
庄内川橋 （2012年（平成24年）10月）
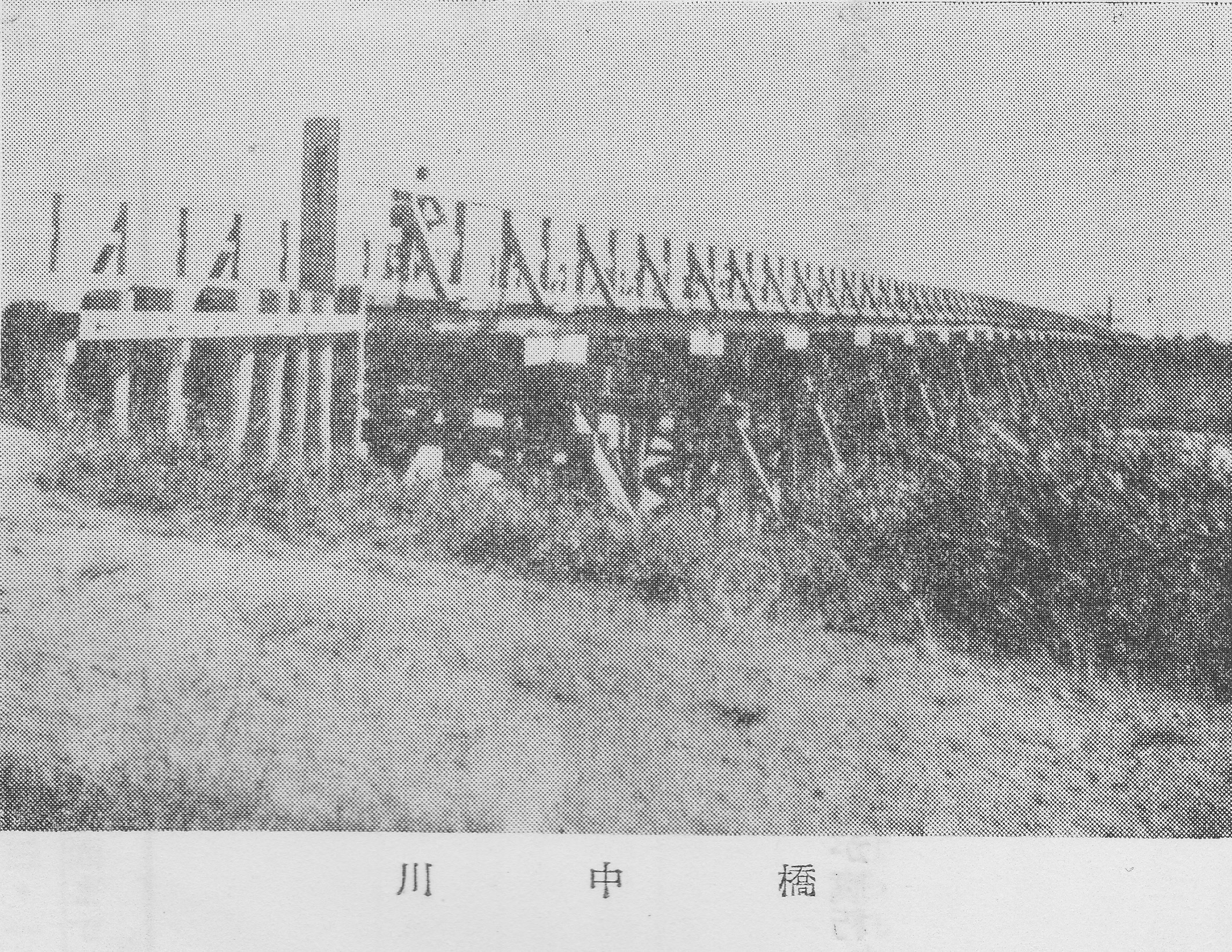
旧川中橋（現存せず） （1957年（昭和32年）以前）
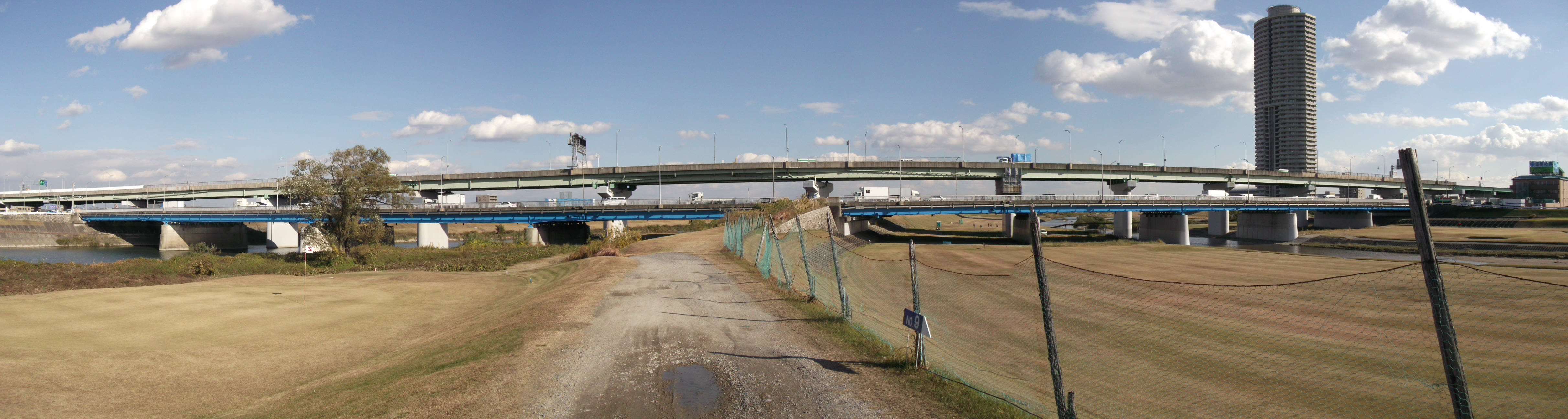
新川中橋 （2013年（平成25年）11月）
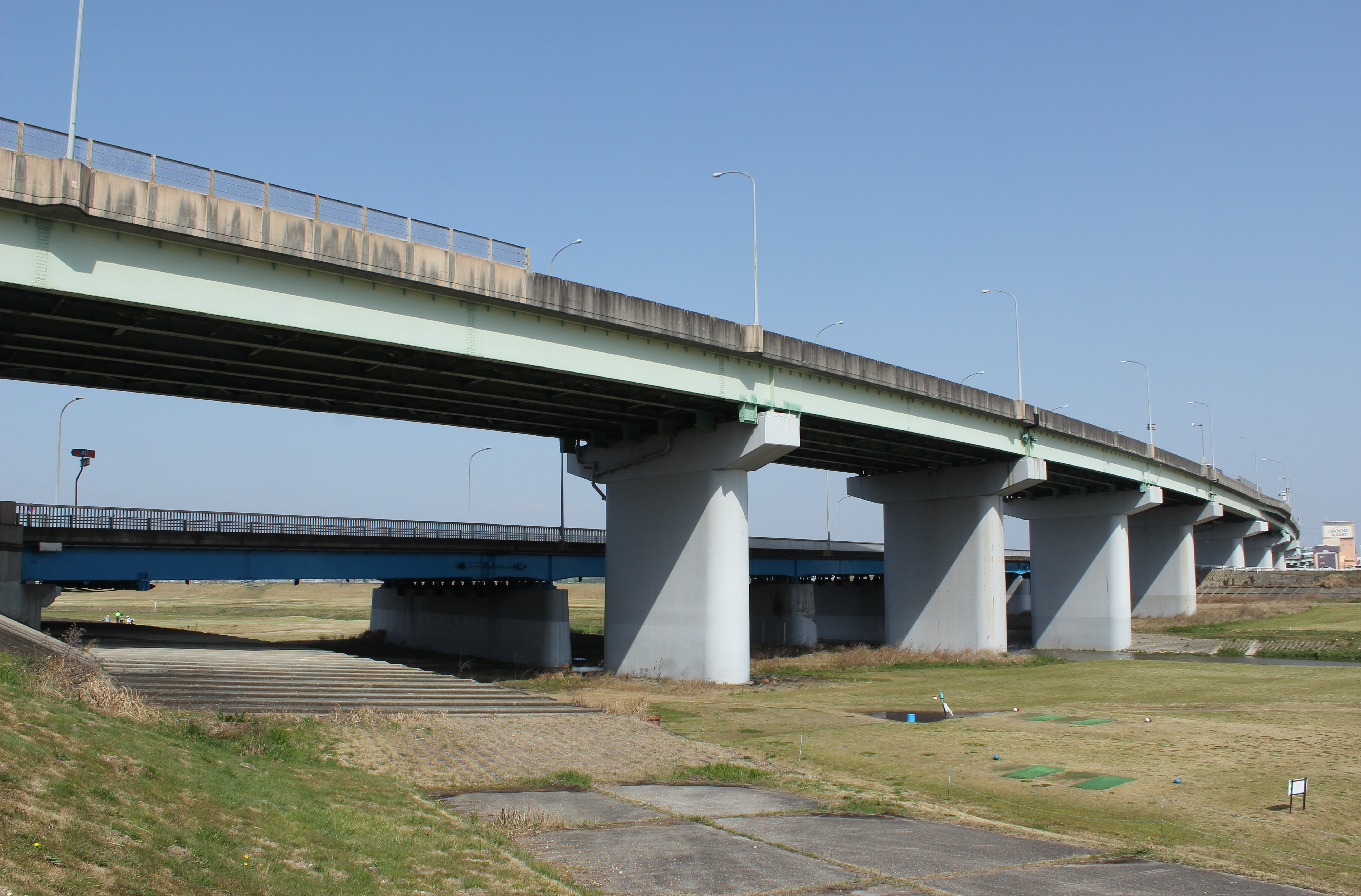
名古屋高速1号楠線 （2016年（平成28年）3月）
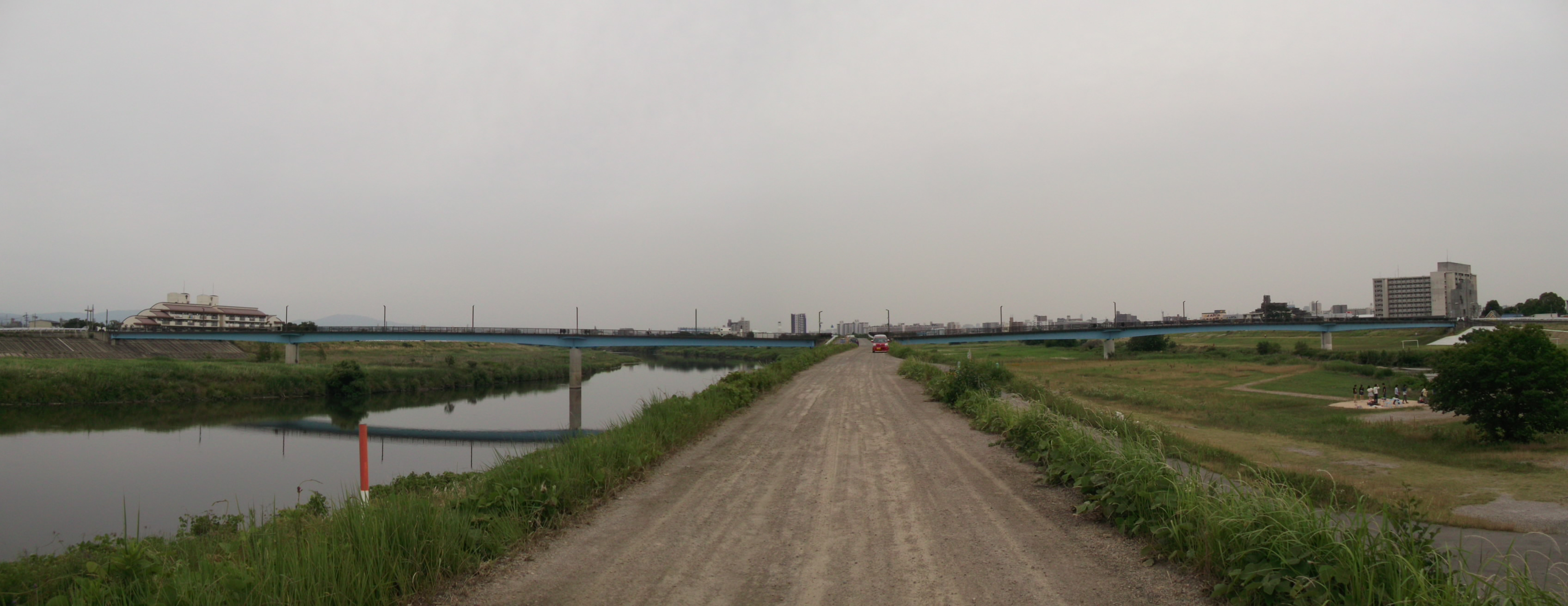
ふれあい橋 （2013年（平成25年）6月）
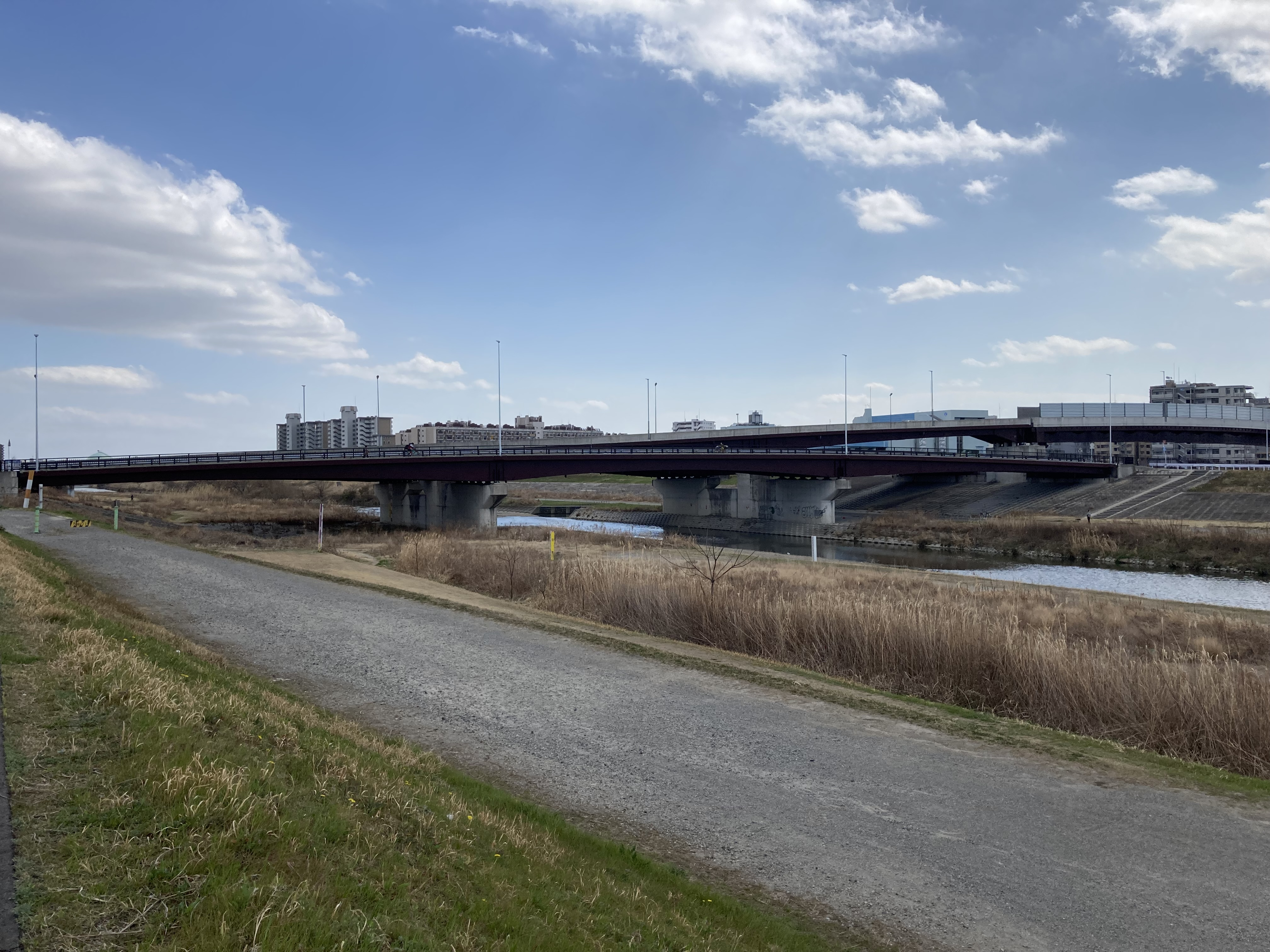
三階橋 （2022年（令和4年）3月）
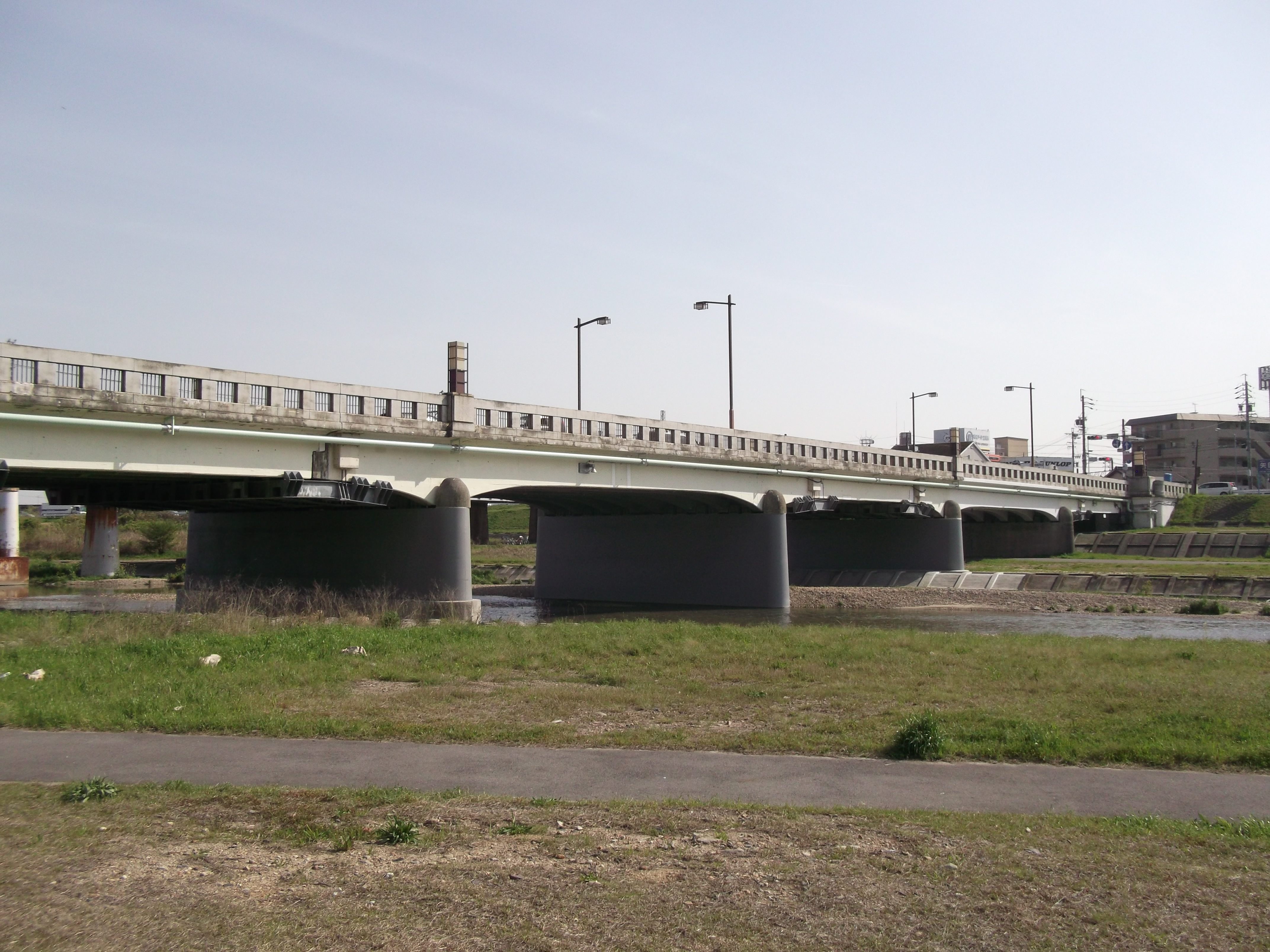
矢田川橋 （2015年（平成27年）4月）
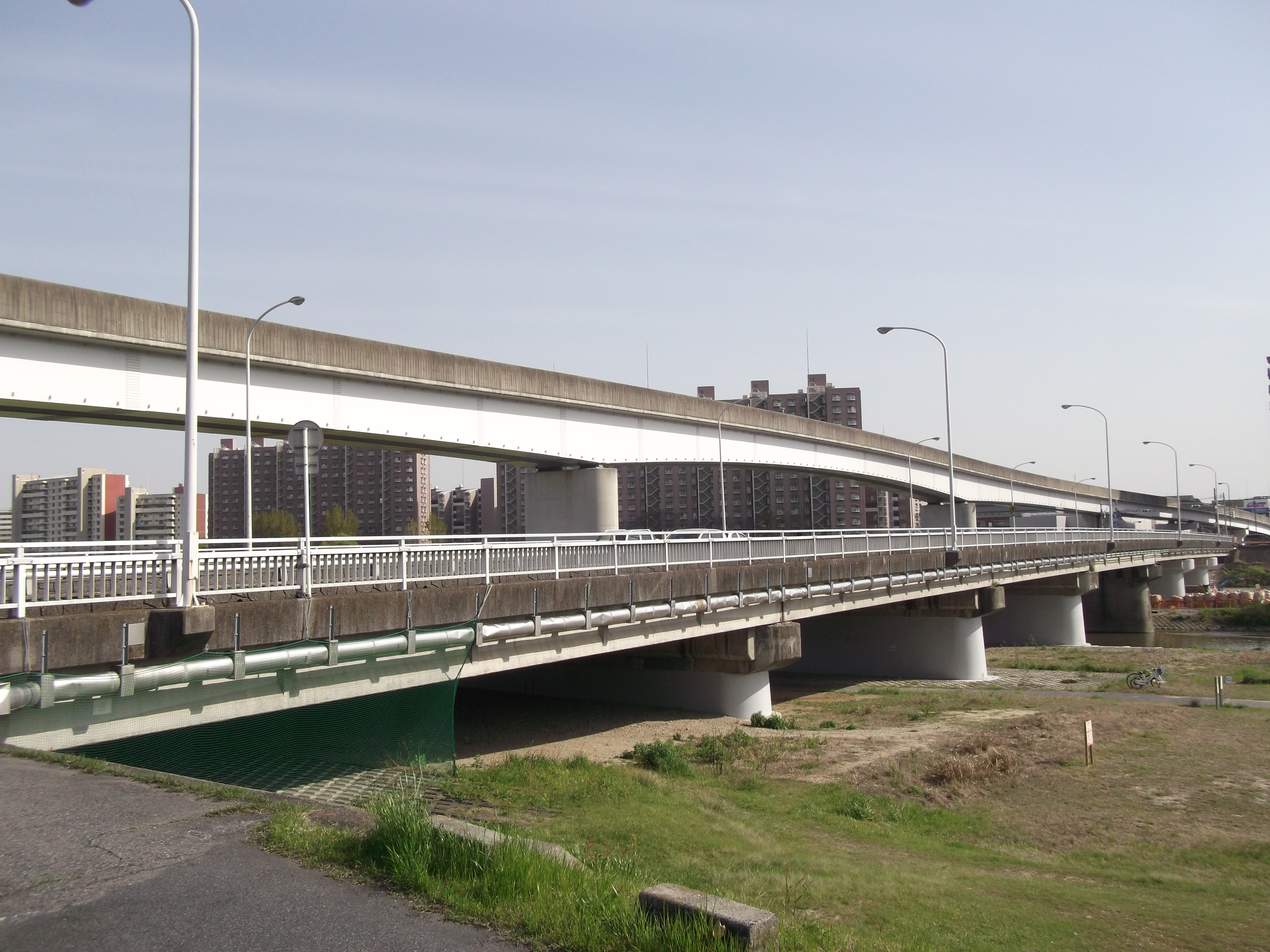
宮前橋 （2015年（平成27年）4月）
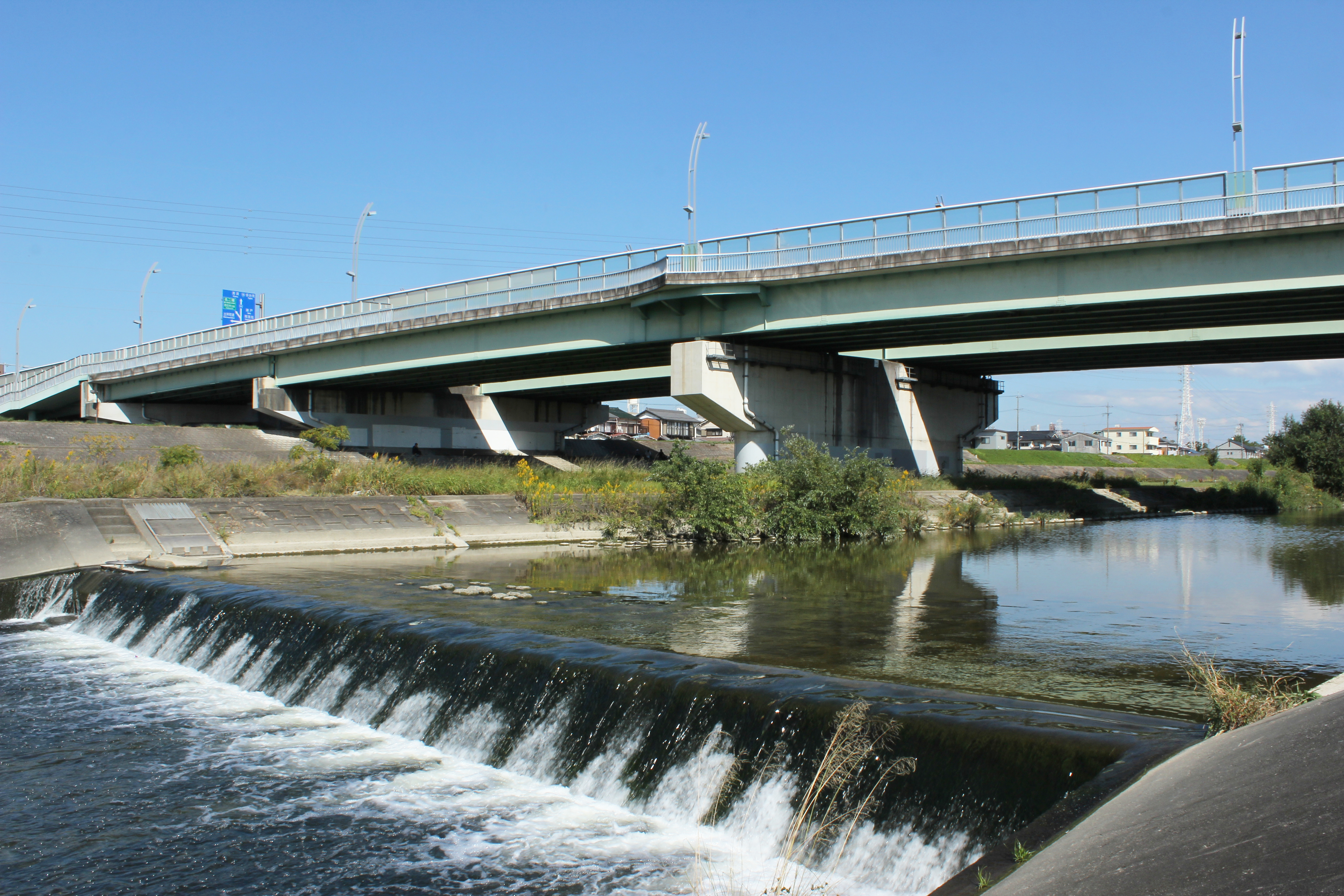
矢田川大橋 （2015年（平成27年）10月）

※ 下流より記載
| 橋梁名         | よみ                 | 所在地                                      | 所在地                                        | 河川   | 概要 |
| 橋梁名         | よみ                 | 左岸                                        | 右岸                                          | 河川   | 概要 |
| -------------- | -------------------- | ------------------------------------------- | --------------------------------------------- | ------ | --- |
| 庄内川橋       | しょうないがわばし   | 名古屋市西区稲生町                          | 名古屋市西区山田町大字上小田井                | 庄内川 | 愛知県道63号名古屋江南線（名草線）の橋。 |
| 新川中橋       | しんかわなかばし     | 名古屋市北区中切町 名古屋市北区成願寺町     | 名古屋市北区中切町 名古屋市北区成願寺町       | 矢田川 | 国道41号（空港線）・名古屋高速1号楠線の橋。元々架橋されていた川中橋については、『楠町誌』によれば、1928年（昭和3年）に初めて架橋されたが腐敗したため、1944年（昭和19年）8月に改めて竣工したという。名称は北川中橋（庄内川）・南川中橋（矢田川）と分かれていたが、現在同様一体の橋として利用されていたようである。木造によるもので幅は5メートル、長さは北川中橋が196メートル・南川中橋が176メートルだったという。この時の南北川中橋は新川中橋より下流側に架橋されていた。 |
| ふれあい橋     | ふれあいばし         | 名古屋市北区成願寺町                        | 名古屋市北区成願寺町                          | 矢田川 | 歩行者および自転車専用橋（人道橋）。1993年（平成5年）に架橋され、長さ約360メートル・幅4メートルで総工費約17億円。正式名称は西味鋺人道橋。TBS系ドラマ「愛の110番」のロケ地として使われた。 |
| 三階橋         | さんがいばし         | 名古屋市北区辻町                            | 名古屋市守山区川西 名古屋市守山区瀬古         | 矢田川 | 愛知県道102号名古屋犬山線の橋。1877年（明治10年）ころ、黒川の整備とともに架橋された際、伏越により矢田川地下を渡る堀川を一階、矢田川を二階、そして橋を三階に見立てて命名された。1927年（昭和2年）、従来の木橋より鉄筋コンクリート造の橋に改築された。現在の橋は2017年（平成29年）、拡幅と橋南三差路の一部立体交差化を目的に完成した。 |
| 天神橋         | てんじんばし         | 名古屋市北区山田北町                        | 名古屋市守山区瀬古東 名古屋市守山区新守山     | 矢田川 | 国道19号（下街道）の橋。 |
| （矢田川橋梁） |                      | 名古屋市北区山田 名古屋市東区矢田町         | 名古屋市守山区新守山                          | 矢田川 | JR中央本線の橋。 |
| 矢田川橋       | やだがわばし         | 名古屋市東区矢田町 名古屋市東区大幸         | 名古屋市守山区市場 名古屋市守山区町南         | 矢田川 | 愛知県道15号名古屋多治見線（瀬戸街道）の橋。1884年（明治17年）、尾張藩士水谷忠厚により木橋として成立。1914年（大正3年）に鉄骨木造橋に改築。さらに、1953年（昭和28年）に西側が鉄筋コンクリートに改築され、1959年（昭和34年）に東側が継がれて改築された。 |
| （矢田川橋梁） |                      | 名古屋市東区大幸                            | 名古屋市守山区町南                            | 矢田川 | 名鉄瀬戸線の橋。 |
| 宮前橋         | みやまえばし         | 名古屋市東区大幸 名古屋市東区砂田橋         | 名古屋市守山区町南 名古屋市守山区更屋敷       | 矢田川 | 愛知県道30号関田名古屋線の橋。1937年（昭和12年）、大幸の三菱の工場とその北側にある従業員住宅を結ぶため、松河橋の廃材を利用して架橋された。戦後、守山の進駐軍の要請により、1959年（昭和34年）1月にコンクリート造の橋として改築された。名称は、神明社の前にあることによるという。 |
| （矢田川橋梁） |                      | 名古屋市東区砂田橋                          | 名古屋市守山区更屋敷                          | 矢田川 | 名古屋ガイドウェイバスガイドウェイバス志段味線（ゆとりーとライン）の橋。 |
| 千代田橋       | ちよだばし           | 名古屋市千種区千代田橋 名古屋市千種区竹越   | 名古屋市守山区小六町 名古屋市守山区小幡千代田 | 矢田川 | 名古屋市道千代田山之端線の橋。TBS系ドラマ「キッズウォー」シリーズのロケ地として使われた。 |
| 小原橋         | おはらばし           | 名古屋市千種区東千種台 名古屋市名東区天神下 | 名古屋市守山区苗代 名古屋市守山区菱池町       | 矢田川 | 名古屋市道小幡西山線の橋。名前は「小幡」と「猪子石原」に由来する。 |
| 矢田川大橋     | やだがわおおはし     | 名古屋市守山区天子田                        | 名古屋市守山区元郷                            | 矢田川 | 国道302号（名古屋環状2号線）の橋。 |
| 大森橋         | おおもりばし         | 名古屋市守山区天子田                        | 名古屋市守山区元郷                            | 矢田川 | 愛知県道59号名古屋中環状線の橋。 |
| 矢田川橋       | やだがわばし         | 名古屋市守山区天子田                        | 名古屋市守山区今尻町 尾張旭市庄中町           | 矢田川 | 東名高速道路の橋。 |
| 庄中橋         | しょうなかばし       | 尾張旭市東山町                              | 尾張旭市庄中町                                | 矢田川 | 人道橋。 |
| 瑞鳳橋         | ずいほうばし         | 尾張旭市東山町 尾張旭市大塚町               | 尾張旭市庄中町 尾張旭市渋川町                 | 矢田川 | 愛知県道214号松本名古屋線の橋。 |
| 印場橋         | いんばばし           | 尾張旭市大塚町 尾張旭市吉岡町               | 尾張旭市渋川町 尾張旭市東印場町               | 矢田川 | 愛知県道208号上半田川名古屋線（山手通り）の橋。 |
| 稲葉橋         | いなばばし           | 尾張旭市長坂町                              | 尾張旭市稲葉町                                | 矢田川 | 長坂通りの橋。 |
| 宮下橋         | みやしたばし         | 尾張旭市上の山町                            | 尾張旭市稲葉町                                | 矢田川 | 中央通りの橋。 |
| 西本地橋       | にしほんじばし       | 瀬戸市西本地町                              | 尾張旭市井田町 尾張旭市瀬戸川町               | 矢田川 | 愛知県道75号春日井長久手線（森林公園通り）の橋。 |
| 本地大橋       | ほんじおおはし       | 瀬戸市西本地町                              | 瀬戸市西原町 瀬戸市高根町                     | 山口川 | 国道363号（瀬港線）の橋。 |
| 天白歩道橋     | てんぱくほどうきょう | 瀬戸市東本地町                              | 瀬戸市美濃地町                                | 山口川 | 瀬戸市道東本地高根線の人道橋。 |
| 菱野橋         | ひしのばし           | 瀬戸市幡西町                                | 瀬戸市菱野町                                  | 山口川 | 愛知県道57号瀬戸大府東海線の橋。 |
| 高座橋         | こうざばし           | 瀬戸市新田町                                | 瀬戸市幡山町 瀬戸市東菱野町                   | 山口川 | 瀬戸市道高座橋線の人道橋 |
| 幡山橋         | はたやまばし         | 瀬戸市南山口町                              | 瀬戸市石田町                                  | 山口川 | 愛知県道209号愛・地球博記念公園瀬戸線の橋。 |
| 掛下橋         | かけしたばし         | 瀬戸市掛下町                                | 瀬戸市柳ケ坪町                                | 山口川 | 瀬戸市道掛下橋掛下線の橋。 |
| 天神橋         | てんじんばし         | 瀬戸市大坪町                                | 瀬戸市田中町                                  | 山口川 | 国道155号の橋。 |
| 大坪橋         | おおつぼばし         | 瀬戸市大坪町                                | 瀬戸市田中町                                  | 山口川 | 瀬戸市道山口大坪線の橋。 |
| （矢田川橋梁） |                      | 瀬戸市大坪町                                | 瀬戸市田中町                                  | 山口川 | 愛知環状鉄道・愛知環状鉄道線の橋。 |
| 屋戸橋         | やとばし             | 瀬戸市屋戸町                                | 瀬戸市若宮町                                  | 山口川 | 瀬戸市道山口線の橋。 |
| 新屋戸橋       | しんやとばし         | 瀬戸市屋戸町                                | 瀬戸市若宮町                                  | 山口川 | 国道248号（瀬戸東バイパス）の橋。 |

- 庄内川橋
（2012年（平成24年）10月）
- 旧川中橋（現存せず）
（1957年（昭和32年）以前）
- 新川中橋
（2013年（平成25年）11月）
- 名古屋高速1号楠線
（2016年（平成28年）3月）
- ふれあい橋
（2013年（平成25年）6月）
- 三階橋
（2022年（令和4年）3月）
- 矢田川橋
（2015年（平成27年）4月）
- 宮前橋
（2015年（平成27年）4月）
- 矢田川大橋
（2015年（平成27年）10月）